# 哈尔滨经济广播
哈尔滨经济广播，是哈尔滨广播电视台的一个频道，于1992年10月1日开播。内容以经济和生活节目为主，广播范围为哈尔滨市全部，全天24小时播音。

## 播出频率
哈尔滨市
| 收听区域 | 频率                 |
| 市区     | AM 972kHz FM 87.6MHz |
| 双城市   | FM 87.6MHz           |
| 巴彦县   | FM 100.4MHz          |

- 2003年12月1日之前，本台曾使用92.5MHz，现在已被哈尔滨交通广播使用
- 972kHz在在绥化市、大庆市、松原市也可听到，在夜间容易受KBS韩民族放送第1放送的干扰
- 本台在2007年-2011年曾使用过927kHz和1593kHz，现在这两个频率停用